# Naruto Shippuden: Ultimate Ninja Storm 3
Naruto Shippuden: Ultimate Ninja Storm 3, conhecido no Japão como Naruto Shippuden: Narutimate Storm 3 (ナルト- 疾風伝ナルティメットストーム3), é um jogo eletrônico de luta desenvolvido pela CyberConnect2 como parte da série Ultimate Ninja, que é baseada no mangá Naruto. O jogo é a continuação de Naruto Shippuden: Ultimate Ninja Storm 2 e foi lançado pela Namco Bandai Games dia 5 de Março de 2013 na América do Norte, e dia 8 de Março de 2013 na Europa. No Japão o lançamento ocorreu dia 18 de Abril de 2013.

## Desenvolvimento

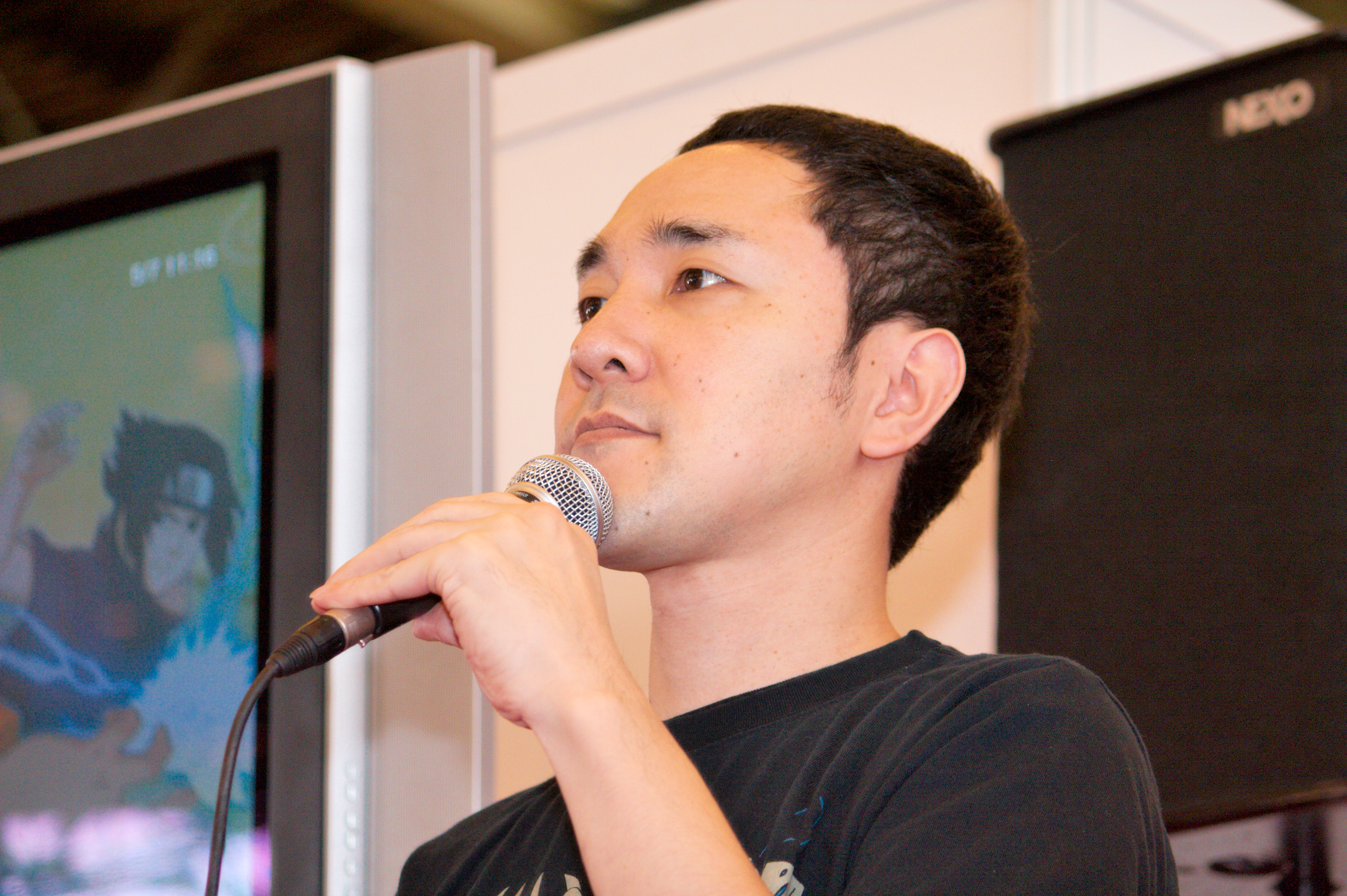
Hiroshi Matsuyama, CEO da CyberConnect2, prometeu o retorno das "batalhas épicas".

Anúncios de um novo jogo de Naruto foi mostrado pela primeira vez online pela revista Weekly Shōnen Jump, em junho de 2012 com a Namco Bandai Games confirmando que era Ultimate Ninja Storm 3. Juntamente com o anúncio oficial, Yusuke Sasaki da Namco Bandai prometeu melhorias em relação ao sistema de combate e o modo de história. A fim de tornar as áreas mais interativas, bem como adicionar mais estratégias para as lutas, a equipe de produção adicionou a opção "ring out", onde os personagens podem ser jogados para fora do campo de batalha.
O modo história foi desenvolvido para ser acessível a pessoas que não estão familiarizados com a série. Hiroshi Matsuyama da CEO CyberConnect2 também prometeu o retorno de "batalhas épicas", que estavam ausentes em Naruto Shippuden: Ultimate Ninja Storm Generations. A Bandai promoveu grandes melhorias nos gráficos do jogo que foi mostrado no primeiro trailer que foi lançado em julho de 2012. Animações do jogo também foram inspirados no jogo Asura's Wrath, outro jogo desenvolvido pela empresa. Duas das roupas alternativas disponíveis para Naruto Uzumaki, uma roupa de samurai e a roupa de Goku foram baseados em ilustrações por Masashi Kishimoto publicadas em uma edição da Shonen Jump e em um artbook. As duas roupas atraíram o produtor Yuki Nishikawa que consultou outros membros da empresa, a fim de incluí-las no jogo.
Em agosto de 2012, a CyberConnect2 abriu uma página de sugestões em seu site oficial, pedindo para jogadores de todo o mundo as suas opiniões sobre o que eles gostariam de ver no Ultimate Ninja Storm 3 e nos próximos jogos de Naruto. O feedback foi usado como referência na criação do jogo. No Comic-Con International de julho de 2012, representantes da Namco Bandai Games America confirmaram os planos para lançar o jogo em março de 2013 na América do Norte. As primeiras cópias do jogo irão incluir um código para baixar seis roupas exclusivas; roupa de Goku de Dragon Ball e uma roupa de samurai para Naruto Uzumaki, roupas do filme Road to Ninja para Hinata Hyuga e Sasuke Uchiha, um traje Kimono para Sasuke, roupa de banho para Sakura Haruno e Tsunade, um uniforme escolar japonês para Sakura, e a roupa de ANBU para Kakashi Hatake e Itachi Uchiha.
A Namco Bandai confirmou em 15 de janeiro de 2013 que uma demo do jogo será lançado no Japão no início de fevereiro. A demo também foi lançada na América do Norte, Europa e Austrália, em 19 de fevereiro. A Namco Bandai Games confirmou que o jogo irá apresentar legendas em português brasileiro, a demo do jogo lançado na PlayStation Network e Xbox Live brasileira já apresenta legendas em português, isso só foi possível graças a uma campanha promovida pela produtora do jogo, a CyberConnect2, que pedia sugestões a jogadores do mundo inteiro para melhorar o título. A tradução para outros idiomas foi uma das mais desejadas.

## Full Burst
Em comemoração ao grande número de vendas, a Namco Bandai anunciou em Julho que estavam desenvolvendo um novo conteúdo DLC para o jogo, e que o mesmo seria lançado em Outubro de 2013, para PS3 e Xbox 360, e pela primeira vez, para Microsoft Windows, cuja versão seria disponibilizada para download pago via Steam.
O complemento foi lançado dia 22 de Outubro de 2013 para os consoles, e dia 24 para o PC, para os consoles, o jogo está disponível em formato físico para quem não possui o Storm 3 Original, porém para quem já adquiriu o Storm 3, pode baixar o Full Burst como conteúdo adicional.
A versão completa (Em mídia física para PS3/Xbox 360 e download para PC) contém todas as fantasias adicionais para os personagens, como a roupa de Goku para o Naruto Uzumaki e a roupa de Hello Kitty para a Sakura Haruno, enquanto na versão DLC vem somente o Kabuto no seu Modo Sennin de Dragão, além é claro, de sua Boss Battle contra os Irmãos Uchiha. Também foi adicionado o idioma português nas legendas e interface.

## Patch 1.02
A Namco Bandai Games e CyberConnect2 lançaram o Patch 1.02 para Naruto Storm 3 no dia 13 de Outubro de 2013, que contém correções para diversos problemas que os usuários encontram durante as horas e horas dedicadas ao jogo.